# قائمة ترجمات القرآن

## تاريخيّاً (حتى القرن 20)

### 600-900
- ترجم سلمان الفارسي سورة الفاتحة أول سور القرآن إلى اللغة الفارسية.[1]
- الترجمة الثانية المعروفة كانت إلى اللغة الإغريقية. لا نعلم أي شيء عن المترجم، لكن يعتقد أنها كانت ترجمة كاملة. ونعلم كذلك أن الترجمة استعملت من قبل المعلم نيسيتاس بيزانتيوس ما بين سنة 855 و870.[2]

- في عام 884 وبأمرٍ من عبد الله بن عمر بن عبد العزيز، وبطلبٍ من الراجا الهندوسي ميهراك، تُرجم القرآن إلى اللغة السندية في ألوا (حاليّاُ إقليم السند، باكستان)، لم تعد الترجمة موجودةٌ الآن.[3]

### القرن 10
- تفسير الطبري: أول نسخة مترجمة للقرآن باللغة الفارسية، مع تفسيره. الكتاب عبارة عن ترجمة لتفسير الطبري باللغة العربية.

### القرن 11
- ترجمة فارسية تحت مسمى (بالفارسية: قرآن قدس)، والذي ترجمه مترجم مجهول.[4]
- كشف الأسرار وعدة الأبرار: ترجمة وتفسير كاملين إلى اللغة الفارسية من طرف واحد من تلاميذ أبو منصور عبد الله الأنصاري. الكتاب متواجد وقد تم نشره.

### القرن 12
- 1143، ترجمة إلى اللغة اللاتينية تحت اسم (باللاتينية: Lex Mahumet pseudoprophete)، قام بالترجمة فريق خاص يترجم المطبوعات من العربية إلى اللاتينية، يقوده روبرت الكيتوني، ويديره بيتر المبجل.
- تفسير النسفي: ترجمة كاملة للقرآن مع تفسيره إلى اللغة الفارسية، ترجمه العالم نجم الدين أبو حفص عمر النسفي. تم نشر العمل الترجمي مؤخراً.

### القرن 13
- 1193–1216، ترجمة إلى اللغة اللاتينية من اللغة العربية، من طرف مارك التيلودي ما بين 1193–1216.

### القرن 16
- 1543، نسخة مطبوعة من نص القرآن، (باللاتينية: Lex Mahumet Pseudoprophete)، (سنة 1143)، مع تعديلات من تيودور ببلياندر.[5]
- 1547، نسخة باللغة الإيطالية، طبعت في فينيسيا.

## القرن 21
- قرآن الدراسة.